# 西里伯斯項鰭魚
西里伯斯項鰭魚，為輻鰭魚綱鱸形目隆頭魚亞目隆頭魚科的其中一種，分布於太平洋區，包括馬紹爾群島、夏威夷群島、薩摩亞群島等海域，棲息深度6-15公尺，體長可達16.1公分，棲息在沙底質海域，當受驚嚇時會躲入沙中，生活習性不明。

## 擴展閱讀
維基物種上的相關：西里伯斯項鰭魚